# Arrawarra (tätort)
Arrawarra är en tätort i City of Coffs Harbour i New South Wales i Australien som omfattar förorterna Arrawarra, Arrawarra Headland och Mullaway. Vid 2021 års folkräkning hade Arrawarra 1 820 invånare.
Ortens namn Arrawarra är en palindrom.

## Kommunikationer

### Väg
Arrawarra är beläggen på landsvägen Pacific Highway.